# Kennisbank
Een kennisbank is een gespecialiseerde databank voor de opslag en het beheer van 'kennis'. Een kennisbank is de basis voor een collectie van kennis. Normaliter bestaat een kennisbank uit specifieke kennis met betrekking tot een organisatie bijvoorbeeld:
- artikel
- troubleshooting
- white papers
- gebruikershandleiding

Voor structuur en zoekmogelijkheden is classificatie van de data in een kennisbank onontbeerlijk.